# Équation du second degré
En mathématiques, une équation du second degré, ou équation quadratique, est une équation polynomiale de degré 2, c'est-à-dire qu'elle peut s'écrire sous la forme :
Dans cette équation, x est l'inconnue les lettres a, b et c représentent les coefficients, avec a différent de 0. a est le coefficient quadratique, b est le coefficient linéaire, et c est un terme constant où le polynome est défini sur  {\displaystyle \mathbb {R} }.
Dans l'ensemble des nombres réels, une telle équation admet au maximum deux solutions, qui correspondent aux abscisses des éventuels points d'intersection de la parabole d'équation y = ax2 + bx + c avec l'axe des abscisses dans le plan muni d'un repère cartésien. La position de cette parabole par rapport à l'axe des abscisses, et donc le nombre de solutions réelles (0, 1 ou 2), est donnée par le signe du discriminant. Ce dernier permet également d'exprimer facilement les solutions, qui sont aussi les racines de la fonction du second degré associée.
Sur le corps des nombres complexes, une équation du second degré a toujours exactement deux racines distinctes ou une racine double. Dans l'algèbre des quaternions, une équation du second degré peut avoir une infinité de solutions.

## Historique
Les équations du second degré sont au centre de l'algèbre babylonienne, dès avant le XVIIIe siècle av. J.-C.. La tablette d'argile BM 13901 a été qualifiée de « véritable petit manuel d'algèbre, consacré à l'équation du second degré et aux systèmes d'équations, et donnant les procédures résolutoires fondamentales ».
Au VIIIe siècle, le mathématicien indien Sridhar Acharya (en) indique la manière de calculer les deux racines réelles.
Les équations du second degré ont été étudiées systématiquement par Al-Khwarizmi au IXe siècle, dans un ouvrage intitulé Abrégé du calcul par la restauration et la comparaison qui, via le mot « restauration » (en arabe : al-jabr) a donné son nom à l'algèbre. Al-Khawarizmi distingue six cas d'équations du premier ou second degré dans lesquels les paramètres a, b et c sont tous positifs :
1. Les carrés égalent les racines : ax2 = bx
2. Les carrés égalent les nombres : ax2 = c
3. Les racines égalent les nombres : bx = c
4. Les carrés et les racines égalent les nombres : ax2 + bx = c
5. Les carrés et les nombres égalent les racines : ax2 + c = bx
6. Les racines et les nombres égalent les carrés : ax2 = bx + c

Il démontre les méthodes de résolution en suivant des raisonnements d'algèbre géométrique.

## Éléments clé

### Introduction par l'exemple
On recherche les éventuelles solutions de l'équation suivante :
Le membre de gauche est appelé trinôme du second degré. Il est composé de trois termes, tous de la même forme : un nombre non nul que multiplie une puissance entière de x. Chaque terme est appelé monôme et, comme il en existe trois, on parle de trinôme. La plus grande puissance de ces monômes est 2 ; pour cette raison, on parle de second degré. L'expression 0x2 + x + 1 n'est pas un trinôme : x + 1, est un binôme du premier degré.
La méthode consiste à forcer l'apparition d'une première identité remarquable. On écrit le polynôme de la manière suivante :
Les trois premiers termes sont ceux d'une somme remarquable. L'application d'une identité remarquable permet d'écrire le polynôme de la manière suivante :
On peut alors appliquer à cette différence de carrés une deuxième identité remarquable :
L'équation initiale s'exprime alors sous forme d'un produit de deux facteurs :
Un produit de deux facteurs est nul si, et seulement si, au moins un des facteurs est nul. Cette remarque permet de trouver les deux solutions x1 et x2 :
| {\displaystyle x_{1}={\frac {1+{\sqrt {5}}}{2}},\quad x_{2}={\frac {1-{\sqrt {5}}}{2}}}. |

La racine positive, x1, est appelée nombre d'or, et souvent notée {\displaystyle \varphi }. 
Il est aussi possible de résoudre une équation du second degré sans la moindre connaissance d'algèbre : le paragraphe méthode géométrique montre comment s'y prendre.

### Discriminant
On considère l'équation suivante, où a, b et c désignent des nombres réels et a est différent de 0 :
On dispose de la définition suivante :
Définition du discriminant — Le discriminant de l'équation est la valeur Δ définie par :
Celui-ci est parfois aussi appelé réalisant, et noté ρ.
Cette définition est la source du théorème associé à la résolution de l'équation du second degré, dans le cas où l'on recherche des solutions réelles :
Résolution de l'équation — Si le discriminant est strictement positif, l'équation admet deux solutions x1 et x2 données par les formules suivantes :
Si le discriminant est nul, l'équation admet une racine double :
Si le discriminant est strictement négatif, l'équation n'admet pas de solution réelle, mais admet deux solutions complexes (voir ci-après Résolution dans l'ensemble des nombres complexes).

### Interprétation graphique

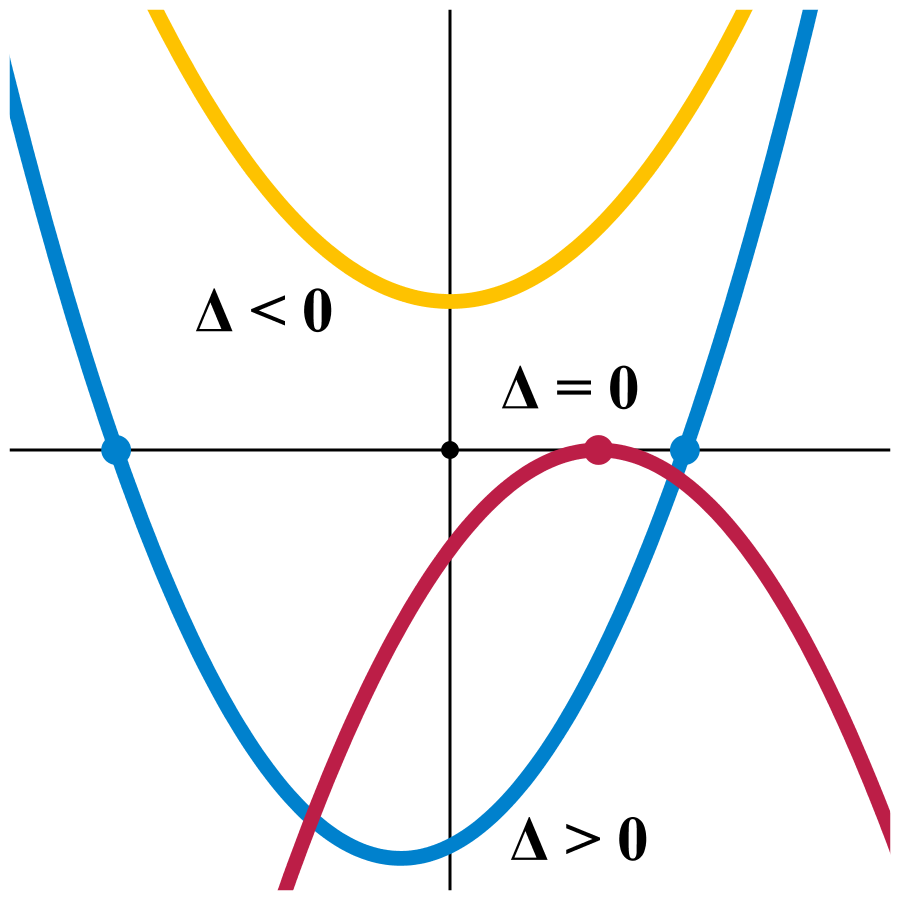
Le signe du discriminant apporte une information sur le graphe de la fonction f.

Une manière d'étudier l'équation du paragraphe précédent est de considérer la fonction f de la variable réelle et à valeurs réelles définie par :
L'équation peut encore s'écrire f(x) = 0. Les solutions de l'équation sont les abscisses des points d'intersection du graphe de la fonction f et de l'axe des x. Le graphe de la fonction f est appelé une parabole, elle possède une forme analogue à celle des trois exemples présentés à droite. Si a est positif, les branches de la parabole sont dirigées vers le haut, comme pour les exemples jaune et bleu, sinon les branches sont dirigées vers le bas, comme l'exemple rouge. L'intersection de la parabole avec l'axe des ordonnées est le point {\displaystyle (0,c)}, en effet, l'intersection des deux axes ayant lieu lorsque {\displaystyle x=0}, on a:
Si le discriminant est strictement positif, comme pour l'exemple bleu, cela signifie que le graphe de f croise l'axe des abscisses en deux points. Si le discriminant est nul, la configuration est celle de la parabole rouge, le graphe se situe soit dans le demi-plan des ordonnées positives soit dans le demi-plan des ordonnées négatives et son unique extremum est sur l'axe des abscisses. Dans le cas d'un discriminant strictement négatif, comme pour la parabole jaune, le graphe se situe encore dans l'un des deux demi-plans précédents, mais cette fois l'extremum ne rencontre pas l'axe des abscisses.
Ainsi, si le discriminant est strictement positif, le signe des valeurs que prend la fonction f entre les solutions est l'opposé du signe des valeurs prises par f à l'extérieur du segment d'extrémités les solutions de l'équation.

## Résolution dans l'ensemble des réels

### Forme canonique
En vue de résoudre l'équation f(x) = 0, où f est la fonction du paragraphe précédent, une méthode consiste à l'écrire sous une forme plus adaptée. Comme la valeur a n'est pas nulle, il est déjà possible de la factoriser :
La méthode utilisée est la complétion du carré comme pour la résolution du premier exemple. Elle revient à « forcer » l'apparition d’une identité remarquable de la forme
{\displaystyle \left(A+B\right)^{2}=A^{2}+2AB+B^{2}{\text{ avec }}A=x{\text{ et }}B={\frac {b}{2a}}}
en ajoutant et en retranchant B2 :
Cette forme est à l'origine d'une propriété et d'une définition :
Définition de la forme canonique — 
L'équation du second degré peut s'écrire sous la forme suivante, dite canonique, Δ désignant le discriminant :
À noter que β représente l'extremum (maximum ou minimum) de la fonction f(x), et que cet extremum est atteint pour x = α :
- Si a > 0, la fonction f(x) est décroissante puis croissante (fonction en U) et β est donc le minimum de la fonction ;
- Si a < 0, la fonction f(x) est croissante puis décroissante (fonction en cloche) et β est donc le maximum de la fonction.

Dans les deux cas, les coordonnées de l'extremum sont donc {\displaystyle M\left({\frac {-b}{2a}};c-{\frac {b^{2}}{4a}}\right)}

### Exemples
Considérons l'équation suivante :
Deux méthodes permettent de trouver l'expression de la forme canonique. Tout d'abord, f est définie par une identité remarquable ; on en déduit :
Il est aussi possible d'utiliser les formules de la définition, on trouve ici a = 1, b = –4 et c = 4. On en déduit que le discriminant Δ est nul et que le coefficient α est égal à 2, ce qui donne à nouveau le résultat précédent.
Considérons maintenant le nouvel exemple :
Si l'égalité définissant g(x) n'est plus une identité remarquable, la deuxième méthode est toujours efficace. On a a = 2, b = –6 et c = 1. Ce qui permet d'effectuer les calculs suivants :
On en déduit la forme canonique :
Le graphe de la fonction g(x) est donc en forme de U et admet un minimum au point {\displaystyle M\left({\frac {3}{2}};-{\frac {7}{2}}\right)}

### Résolution de l'équationf(x) = 0
La résolution de l'équation f(x) = 0 utilise la forme canonique :

#### Discriminant strictement négatif
Si le discriminant est strictement négatif, la valeur β/a = –Δ/(4a2) est strictement positive.
La fonction f s'exprime comme le produit de a (non nul) et de la somme d'un terme positif (x – α)2 et d'un terme strictement positif β/a (somme qui est donc strictement positive, donc non nulle) : f(x) = a × [(x – α)2 + β/a].
On en déduit que, quelle que soit la valeur de x, son image par f n'est jamais nulle, car produit de deux facteurs non nuls, ce qui montre l'absence de solution dans l'ensemble des réels (ℝ).
On peut tout de même trouver deux solutions en se plaçant dans l'ensemble ℂ des nombres complexes.

#### Discriminant nul
Si le discriminant est nul, le terme β l'est aussi et f(x) = a(x – α)2. Cette expression est nulle si, et seulement si x est égal à α. Une fois encore, on retrouve le résultat exprimé dans le deuxième paragraphe.

#### Discriminant strictement positif
Si le discriminant est strictement positif, en simplifiant par a, l'équation s'écrit encore, si δ désigne la racine carrée du discriminant :
En utilisant l'identité remarquable {\displaystyle A^{2}-B^{2}=\left(A+B\right)\left(A-B\right)}, l'équation peut donc s'écrire :
Un produit de deux nombres réels est nul si, et seulement si, l'un des deux facteurs du produit est nul, on en déduit que l'équation est équivalente à l'une des deux équations :
En remplaçant α par {\textstyle -{\frac {b}{2a}}} et δ par {\displaystyle {\sqrt {\Delta }}}, on retrouve bien l'expression déjà indiquée des deux solutions :
{\displaystyle x_{1}={\frac {-b-{\sqrt {\Delta }}}{2a}}\quad {\text{et}}\quad x_{2}={\frac {-b+{\sqrt {\Delta }}}{2a}}}.

## Propriétés

### Forme réduite
Une équation du second degré n'apparaît pas toujours sous la forme étudiée jusqu'à présent. Considérons l'exemple :
Une analyse trop rapide pourrait laisser penser que les méthodes présentées ici ne sont pas adaptées pour une telle équation. Pour le vérifier, le plus simple est de développer le terme de gauche. On obtient, à l'aide de deux identités remarquables :
L'équation devient alors :
En simplifiant encore par 9, l'équation s'écrit : x2 + x + 1 = 0. Le discriminant étant égal à −3, l'équation n'admet pas de racine réelle. Pour pouvoir appliquer les techniques développées ici, il est utile d'exprimer l'équation sous la forme étudiée jusqu'à présent. Cette forme porte un nom.
Définition de la forme réduite — La forme réduite d'une équation du second degré réelle, est la suivante, si a, b et c sont trois nombres réels tels que a soit différent de 0 :
Il existe trois formes importantes pour exprimer une équation du second degré, la forme réduite, la forme canonique et, éventuellement la forme factorisée, qui s'écrit de la manière suivante :
Sous la forme factorisée, les solutions sont directement disponibles. Elles sont égales à x1 et x2.

### Relations entre coefficients et racines
Si les solutions, encore appelées racines, existent, qu'elles soient distinctes ou doubles, on dispose de deux manières différentes de noter le polynôme, la forme factorisée et celle réduite. Avec les notations de l'article, on obtient si x1 et x2 sont les deux racines :
Un développement de la forme de droite permet d'obtenir une nouvelle expression de la forme réduite :
En identifiant les coefficients, on en déduit des relations entre les coefficients de l'équation et ses solutions :
Relations entre coefficients et racines — 
On dispose des deux relations suivantes :
De plus la somme {\displaystyle S} et le produit {\displaystyle P} des racines sont solutions de l'équation : {\displaystyle x^{2}-Sx+P=0}. 
Cette propriété est très pratique pour résoudre les systèmes de type: {\displaystyle {\begin{cases}\alpha +\beta =x\\\alpha \times \beta =y\end{cases}}} d'inconnues {\displaystyle (\alpha ,\beta )\in \mathbb {R} ^{2}}.
Les égalités de cette nature se généralisent pour les équations définies par un polynôme de degré quelconque. Tel est l'objet de l'article détaillé.

### Discriminant réduit
Parfois, les coefficients a, b et c sont des nombres entiers et b est pair. Dans ce cas, un facteur 2 apparaît à la fois au numérateur et au dénominateur. Si on définit b' comme l'entier vérifiant l'égalité b = 2b', on simplifie les calculs :
Définition du discriminant réduit — Le discriminant réduit est la valeur Δ' définie par :
Le discriminant est égal à quatre fois le discriminant réduit qui est donc de même signe que le discriminant. En conséquence, si le discriminant réduit est strictement positif, il existe deux solutions distinctes, s'il est nul les deux solutions sont confondues et s'il est strictement négatif aucune solution réelle n'existe. Dans le cas où le discriminant est positif, les deux racines x1 et x2 s'expriment, à l'aide du discriminant réduit par les égalités :
Le calcul présenté ici est exact, indépendamment du fait que a, b et c soient entiers. Si l'expression de b' est simple, il peut être utile de faire usage du discriminant réduit, plutôt que du discriminant.
Considérons l'équation suivante :
Le discriminant réduit est un peu plus simple à calculer que le discriminant : il est égal à 9 - (√5)2 donc à 4. On trouve, avec les formules précédentes :

## Autres méthodes de résolution

### Racines évidentes
Les relations entre les coefficients et racines permettent parfois une accélération dans la résolution. Considérons l'équation précédente, le terme √5 joue un rôle singulier. Il est tentant de calculer son image par le polynôme définissant l'équation. Une solution trouvée à l'aide de cette méthode, c'est-à-dire consistant à choisir une valeur « au hasard » et à vérifier que son image par le polynôme est nulle est appelée racine évidente.
Une fois la première solution connue, les relations entre coefficients et racines permettent aisément de trouver la seconde. Dans l'exemple proposé, le plus simple est de remarquer que le produit des racines, égal à c/a est ici égal à 1. La deuxième racine est donc 1/√5.
La méthode de la racine évidente permet de résoudre simplement une équation de degré plus élevé, comme l'exemple suivant :
Plusieurs méthodes sont possibles pour en venir à bout. Celle de Cardan possède l'avantage d'être sûre, mais demande une maîtrise des nombres complexes et impose de longs calculs. La méthode des racines évidentes est beaucoup plus rapide. On tente traditionnellement les valeurs 0, ±1 et ±2. Dans le cas présent, –2 est une racine. Cela signifie que le polynôme x + 2 divise celui définissant l'équation. Trouver le deuxième facteur n'est pas trop ardu. C'est un polynôme du second degré, car seul un polynôme du second degré, multiplié par (x + 2) est du troisième degré. Si ax2 + bx + c est le deuxième facteur, on calcule le produit :
On en déduit a = 1, c = –1 puis b = –2. Il reste encore à résoudre l'équation :
Pour une rédaction plus concise, on peut toujours prétendre que 1 + √2 est une racine évidente. Comme la somme des racines du polynôme du second degré est égale à 2, la deuxième racine est égale à 1 – √2.

### Méthode géométrique

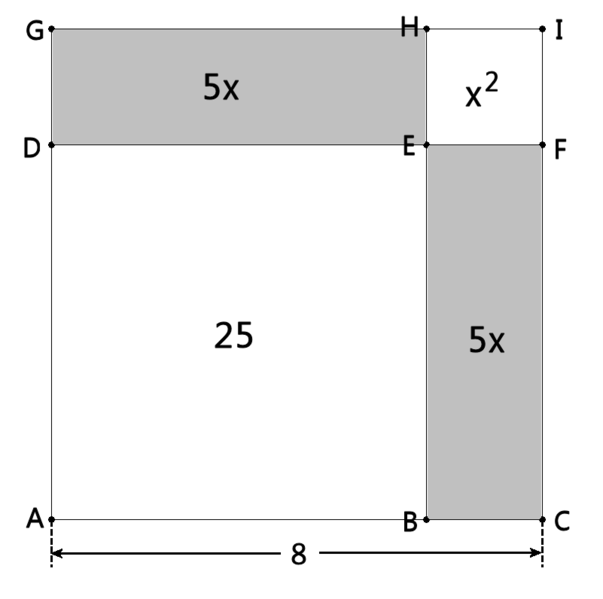
Résolution de l'équation x + 10x = 39 à l'aide d'un gnomon.

Les premières méthodes pour résoudre une équation du second degré sont géométriques. Même sans connaître les rudiments d'algèbre, il est possible de résoudre des équations du second degré. Les Grecs utilisaient la méthode suivante, pour résoudre ce qu'en langage contemporain on formaliserait par l'équation :
On considère que les deux termes, de droite et de gauche désignent des surfaces. Le terme x2 désigne l'aire d'un carré de côté x et 10x désigne l'aire de deux rectangles de côtés 5 et x. On organise le carré et les deux rectangles de la manière indiquée sur la figure de droite, les deux rectangles sont dessinés en gris et le carré correspond au plus petit des deux et contenant le symbole x2 en son milieu.
Cette surface, que l'on appelle un gnomon prend la forme d'un carré si l'on y ajoute un nouveau carré de côté 5, car on obtient alors un carré plus vaste, contenant à la fois les deux rectangles et le carré de côté x. Le carré de côté x et les deux rectangles possèdent une aire de 39, on a ajouté un carré d'aire 25, on obtient un grand carré d'aire 64. En termes algébriques, cette considération graphique s'écrit :
Le grand carré est d'aire 64, son côté est donc de longueur 8. Or ce côté est, par construction, égal à 5 + x. En termes algébriques, cela revient à appliquer une identité remarquable, on obtient :
On en déduit la solution x = 3. L'algèbre propose aussi une autre solution : –13. Pour les Grecs, cette autre solution n'a aucun sens, x représente le côté d'un carré, c'est-à-dire une longueur. Or une longueur est toujours positive.
D'autres solutions géométriques sont proposées dans les articles Inconnue et Nombre d'or.

### Par les relations entre coefficients et racines
Une autre méthode, à l'aide des relations entre les coefficients et les racines, permet de trouver les solutions. On suppose que l'équation admet un discriminant positif et on note s la somme des solutions et p leur produit. En divisant l'équation par le facteur a, qui n'est pas nul par définition, on obtient l'expression :
Soit m la valeur moyenne des deux solutions, c'est-à-dire l'abscisse de l'extremum de la parabole. Si h est la demi-distance entre les solutions et si x1 et x2 désignent les deux racines, on obtient les égalités :
La somme des deux racines est égale à s et aussi à 2m, ce qui donne la valeur de m = s/2. Le produit des deux racines et une identité remarquable montrent que m2 – h2 = p. Une autre manière d'écrire cette égalité est h2 = m2 – p. Comme le discriminant est positif par hypothèse, le terme de droite est positif. On obtient h, puis les valeurs des racines :
En remplaçant s et p par leurs valeurs, calculées à l'aide des relations entre les coefficients et les racines, on retrouve les formules classiques.

Les points (x1, 0), (x2, 0), (0 , 1/a), (0, c) et (–b/a, c) sont cocycliques sur un cercle (de Carlyle) ayant pour diamètre les points (0, 1/a) et (–b/a, c)

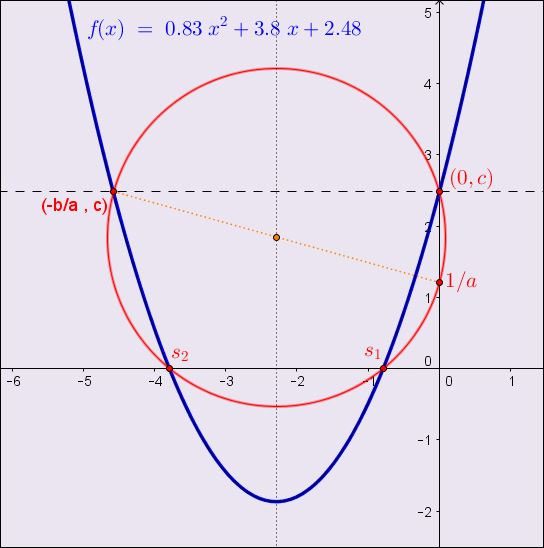
Cercle passant par les trois points d'intersection avec les axes de la parabole représentant une fonction polynôme du second degré f de discriminant positif (les intersections avec l'axe des x sont données par les racines).

## Résolution dans l'ensemble des nombres complexes
Lorsque le discriminant de l'équation du second degré est négatif, celle-ci ne possède pas de solution dans l'ensemble des réels, car il n'est pas possible de prendre la racine carrée d'un nombre négatif. Mais dans un ensemble spécialement construit à cet effet, l'ensemble des nombres complexes, il existe des nombres dont le carré est négatif. L'équation du second degré à coefficients réels y admet alors toujours des solutions. Le résultat se généralise aux équations du second degré dont les coefficients sont complexes.

### Coefficients réels et discriminant strictement négatif

#### Exemple
Considérons l'équation suivante :
Sous sa forme canonique, l'équation s'écrit :
La partie gauche de l'équation est la somme de deux carrés, dont l'un est strictement positif, il ne peut donc exister de solution dans les nombres réels. Une autre manière d'en prendre conscience est de calculer le discriminant, ici égal à –3.
Si i désigne l'unité imaginaire, il est possible d'écrire 3/4 comme l'opposé d'un carré, cet usage lève l'impossibilité, l'équation s'écrit :
Les identités remarquables s'appliquent tout autant dans C, le corps des nombres complexes, que dans R celui des nombres réels, comme dans tout anneau commutatif. On en déduit une nouvelle écriture de l'équation, car la différence de deux carrés est factorisable :
ce qui permet d'en déduire les deux solutions :
Les deux solutions sont conjuguées. Cette propriété n'est vraie que dans le cas d'une équation quadratique à coefficients réels.

#### Cas général
La méthode utilisée pour l'exemple s'applique de la même manière pour le cas général, si les coefficients sont réels et le discriminant strictement négatif. L'équation s'écrit sous sa forme canonique :
Les symboles |Δ| désignent la valeur absolue du discriminant. On obtient le résultat suivant :
Coefficients réels et discriminant négatif — 
Si le discriminant est strictement négatif, l'équation admet deux solutions conjuguées x1 et x2, qui s'écrivent :

### Équationz2=α
Résoudre l'équation z2 = α revient à déterminer les racines carrées du nombre complexe α, soit des nombres complexes β tel que β2 = α. Clairement, si β est solution son opposé -β également.
On note z = x + iy, α = a + ib' et |α| désigne le module de α. L'équation s'écrit encore :
Le carré du module de z est égal au module de α, on en déduit :
L'égalité 2xy = b permet d'éliminer les valeurs autres que β et -β, où β est définie par, si ε désigne le signe de b.
Un rapide calcul montre que β vérifie β2 = α, et β et –β sont donc bien les seules racines carrées de α.
La détermination d'une racine carrée d'un nombre complexe est utile pour résoudre le cas général de l'équation du second degré à coefficients complexes traitée au paragraphe suivant.

### Équation du second degré à coefficients complexes (cas général)
On suppose maintenant que a, b et c sont trois nombres complexes tels que a soit non nul. Il est toujours possible d'écrire l'équation de l'article sous la forme canonique, car les transformations utilisées sont tout aussi valables sur les nombres complexes. En simplifiant par a, l'équation est équivalente à :
Soit δ une racine carrée du discriminant (le paragraphe précédent montre qu'il existe une telle valeur et comment la déterminer). L'équation se résout alors comme dans le cas réel, c'est-à-dire qu'elle s'écrit :
L'identité remarquable traitant de la différence de deux carrés permet encore d'écrire dans l'ensemble des nombres complexes :
Ce qui permet d'énoncer le résultat :
Cas des coefficients complexes — Une équation du second degré à coefficients dans les nombres complexes admet deux solutions z1 et z2. Si le discriminant est nul, les deux solutions sont confondues. Dans le cas général, les solutions s'écrivent :
Remarque : Les solutions d'une équation du second degré à coefficients complexes sont en général deux nombres complexes qui ne sont pas conjugués, contrairement au cas d'une équation du second degré à coefficients réels dont le discriminant est strictement négatif.

## Généralisation à d'autres corps
Les formules ci-dessus (et leur démonstration) restent valables si a, b et c appartiennent à un corps commutatif K de caractéristique différente de 2, en prenant au besoin δ (racine carrée de Δ) dans une extension quadratique de K (comme on l'a fait pour {\displaystyle K=\mathbb {R} } dans le cas Δ < 0).
Exemples
Dans K = F3 = ℤ/3ℤ (qui est un corps fini de caractéristique 3), soient :
- a = b = c = 1. Alors, {\displaystyle \Delta =-3=0} donc l'équation x2 + x + 1 = 0 a une solution double dans F3 : {\displaystyle x={\frac {-1\pm 0}{2}}=1} ;
- a = c = 1 et b = 0. Alors, {\displaystyle \Delta =-4=-1} n'a pas de racine carrée dans K, mais il en a une, δ, dans le corps fini F9 à 9 éléments. L'équation x2 + 1 = 0 n'a donc pas de solution dans F3 mais ses deux solutions dans F9 sont {\displaystyle {\frac {0\pm \delta }{2}}=\mp \delta }.

## Calcul numérique
Une mise en informatique « naïve » de la méthode de résolution peut mener à des résultats de précision médiocre dans certains cas.
Dans un ordinateur, la précision des nombres est limitée par le mode de représentation. Si l'on utilise la double précision selon la norme IEEE 754, la valeur absolue des nombres est limitée à environ [10–307 ; 10308].

### Erreur d'arrondi
Lorsque Δ > 0, le calcul de {\displaystyle {\dfrac {-b+\operatorname {sgn}(b){\sqrt {\Delta }}}{2a}}} où sgn(b) est le signe de b, conduit à calculer la différence des deux nombres √Δ et |b|. Si ce calcul est fait numériquement, cela entraîne une perte de précision, surtout lorsque √Δ est très proche de |b|, c'est-à-dire quand 4ac est petit par rapport à b2. On parle alors d'algorithme de calcul numériquement instable.
Michaël Baudin propose l'exemple suivant :
{\displaystyle \varepsilon x^{2}+(1/\varepsilon )x-\varepsilon .}
Lorsque ε (positif) tend vers 0, on est bien dans le cas où Δ = 1/ε2 + 4ε2 ≈ 1/ε2 = b2. Le comportement asymptotique des racines est
{\displaystyle x_{1}\simeq 1/\varepsilon ^{2},\ x_{2}\simeq \varepsilon ^{2}}
mais l'erreur de troncature donne des erreurs importantes par rapport à ces valeurs attendues.
Press et coll. recommande le calcul de la valeur intermédiaire
{\displaystyle q=-{\frac {b+\operatorname {sgn}(b){\sqrt {\Delta }}}{2}}}
ce qui permet d'obtenir les racines
{\displaystyle x_{1}={\frac {q}{a}}{\text{ ; }}x_{2}={\frac {c}{q}}.}
Remarquons que comme le coefficient b est réputé grand (tout du moins devant ac), on peut encore gagner en précision en utilisant le discriminant réduit :[réf. nécessaire]
{\displaystyle b'=b/2{\text{ ; }}\Delta '=b'^{2}-ac{\text{ ; }}q'=-(b'+\operatorname {sgn}(b'){\sqrt {\Delta '}})}
{\displaystyle x_{1}={\frac {q'}{a}}{\text{ ; }}x_{2}={\frac {c}{q'}}.}
Une manière équivalente consiste à calculer d'abord la racine ayant un signe effectif « + »
{\displaystyle x_{1}={\dfrac {-b-\operatorname {sgn}(b){\sqrt {\Delta }}}{2a}}},
proche de -b/a, et d'utiliser la propriété sur le produit des racines pour déterminer l'autre racine à l'aide de l'égalité
{\displaystyle x_{2}={\frac {c}{ax_{1}}}.}
Ce nouvel algorithme est dit numériquement stable, car aucune erreur n'est amplifiée par une des étapes du calcul.

### Dépassement
Lorsque |b| prend des valeurs importantes, le calcul de b2, pour le discriminant, risque de créer une erreur de dépassement (si b2 < 10308). On peut prendre par exemple
{\displaystyle x^{2}+(1/\varepsilon )x+1.}
Lorsque ε (positif) tend vers 0, le comportement asymptotique des racines est
{\displaystyle x_{1}\simeq -1/\varepsilon ,\ x_{2}\simeq -\varepsilon .}
Mais alors que la valeur finale de x1 est représentable (–10308 < –1/ε), le calcul du discriminant provoque une erreur de dépassement.
Là encore, on a intérêt à utiliser le discriminant réduit : b'2 = b2/4, ce qui réduit d'un facteur quatre le risque de dépassement.
On peut ensuite factoriser de manière intelligente le calcul du discriminant. Si |b'| est grand devant |a| ou bien devant |c| (et non nul), on peut écrire :
{\displaystyle \Delta '=b'^{2}\left(1-{\frac {ac}{b'^{2}}}\right)=b'^{2}\left(1-{\frac {a}{b'}}{\frac {c}{b'}}\right).}
On définit alors
{\displaystyle e=1-{\frac {a}{b'}}{\frac {c}{b'}}}
qui diminue le risque d'erreur de dépassement, puisque soit |a/b'| < 1, soit |c/b'| < 1 ; puis
{\displaystyle {\sqrt {\Delta '}}=\pm |b'|{\sqrt {|e|}}}
et l'on n'élève donc pas b' au carré.
Si au contraire |c| > |b' | (non nul), on peut alors écrire
{\displaystyle \Delta '=c\left(b'\cdot {\frac {b'}{c}}-a\right).}
On définit alors
{\displaystyle e=b'\cdot {\frac {b'}{c}}-a}
dont le calcul diminue le risque d'erreur de dépassement, puisque |b'/c| < 1, et
{\displaystyle {\sqrt {\Delta '}}=\pm {\sqrt {|c|}}{\sqrt {|e|}}.}

### Sensibilité aux petites variations
Si l'on calcule les dérivées partielles des racines par rapport aux coefficients de l'équation (en supposant a ≠ 0 et Δ ≥ 0) :
{\displaystyle \left\{{\begin{aligned}{\frac {\partial x_{1,2}}{\partial a}}=\ &{\frac {c}{a{\sqrt {\Delta }}}}+{\frac {b\pm {\sqrt {\Delta }}}{2a^{2}}}\\{\frac {\partial x_{1,2}}{\partial b}}=\ &{\frac {-1\pm b/{\sqrt {\Delta }}}{2a}}\\{\frac {\partial x_{1,2}}{\partial c}}=\ &\pm {\frac {1}{\sqrt {\Delta }}}\end{aligned}}\right.}
on voit que si a ou Δ sont proches de 0, alors les dérivées partielles sont très grandes, ce qui signifie qu'une petite variation sur les coefficients entraîne une grande variation de la valeur des racines. Dans de telles conditions, une petite erreur de troncature peut entraîner une grande erreur sur le résultat.
Si le discriminant est nul, on retrouve le même problème lorsque a est proche de zéro :
{\displaystyle \left\{{\begin{aligned}{\frac {\partial x_{1,2}}{\partial a}}=\ &{\frac {b}{2a^{2}}}\\{\frac {\partial x_{1,2}}{\partial b}}=\ &{\frac {-1}{2a}}\\{\frac {\partial x_{1,2}}{\partial c}}=\ &0.\end{aligned}}\right.}
Dans les deux cas, on a un problème dit « mal conditionné ».

### Algorithme itératif
Une manière d'éviter les problèmes sus-cités consiste à utiliser un algorithme itératif, par exemple l'algorithme de Jenkins-Traub (en) qui permet d'obtenir les racines d'un polynôme P quelconque.
Si l'on connaît la première racine x1, alors P peut s'écrire
{\displaystyle P(x)=(x-x_{1})H}
où H est un polynôme de degré inférieur de 1 à P — dans le cas présent, on a H(x) = a(x – x2), voir la section Forme réduite. L'algorithme recherche cette première racine en utilisant une suite de polynômes (Hi) approchant H. Cette suit est construite de manière récursive :
{\displaystyle \left\{{\begin{aligned}H_{0}(x)=\ &P'(0)\\(x-s_{i})\cdot H_{i+1}(x)\equiv \ &H_{i}(x)\mod (P(x))\end{aligned}}\right.}
où (si) est une suite de nombres.
La première étape consiste à calculer les cinq premiers termes, H0 à H4, avec une suite nulle (s0 = … = s4 = 0). Cela donne un ordre de grandeur de la racine la plus petite et permet éventuellement de normaliser les coefficients de l'équation si cette valeur est trop grande ou trop petite. On évite ainsi les problèmes de dépassement ou de soupassement.
La deuxième étape consiste à calculer les neuf premiers termes en prenant une suite uniforme. Il s'agit d'une valeur complexe dont l'argument est pris au hasard (φ = rand), et dont l'affixe R est la solution de l'équation
{\displaystyle R^{2}+|b|R=c}
que l'on peut trouver de manière simple (par exemple avec la méthode de Newton-Raphson), la fonction de gauche étant monotone et convexe. On prend donc
{\displaystyle s=R\mathrm {e} ^{\mathrm {i} \varphi }}
et si la méthode ne converge pas, on choisit un autre argument.
La troisième étape consiste à calculer les termes de rang supérieurs à 10 en utilisant la raison :
{\displaystyle s_{i+1}=s_{i}+{\frac {P(s_{i})}{{\overline {H}}_{i}(s_{i})}}}
où H est le coefficient H normalisé, c'est-à-dire que ses coefficients sont divisés par le coefficient du degré le plus élevé.
Cet algorithme présente des similitudes avec Newton-Raphson, les polynômes Hi jouant le rôle des dérivées.
Cet algorithme peut être adapté si le coefficients de l'équation sont réels ; il est alors plus rapide et plus stable.